# Periodistas: información en acción
Periodistas: Información en Acción fue un docu-reality chileno producido por la señal de cable Vía X y conducido por Verónica Calabi. Era emitido de lunes a viernes a las 23 horas, con repeticiones en el día.
El programa mostró a diez concursantes, cinco periodistas y cinco comunicadores audiovisuales que realizaban notas periodísticas, las que posteriormente fueron evaluadas por un jurado estable rotativo, compuesto por los periodistas Alfredo Sepúlveda, Raquel Telias y Francisca Araya (editora periodística), y en ocasiones había un jurado invitado, como por ejemplo, David Albala y Juan Cristóbal Guarello.
El objetivo del programa fue que los concursantes, divididos en cinco duplas, desarrollaran un tema que les era asignado en una reunión de pauta, parte del programa, teniendo sólo cinco horas en total para producirla, reportearla, editarla y entregarla. Durante tres meses y medio, los concursantes debieron ser calificados por el jurado, lo que definió a los ganadores; el comunicador audiovisual Hernán Lagos y el periodista Raúl Lillo, quienes se llevaron el premio final consistente en CLP 2.000.000, además de la laptop y la cámara de video que utilizaron durante el programa.
Al momento de presentar las notas se utilizaba la canción "Everyday I Love You Less and Less" de Kaiser Chiefs.

## Concursantes
| Concursante       | Profesión                |
| ----------------- | ------------------------ |
| Acsa Carrasco     | Periodista               |
| Carolina Cuevas   | Periodista y actriz      |
| Raúl Lillo        | Periodista               |
| Javiera Rossel    | Periodista               |
| Valentina Vergara | Periodista               |
| Camilo Dávalos    | Comunicador audiovisual  |
| Daniel Escobar    | Comunicador audiovisual  |
| Hernán Lagos      | Comunicador audiovisual  |
| Natalia Sobarzo   | Comunicadora audiovisual |
| Javier Ureta      | Comunicador audiovisual  |